# غدراس
غدراس (به عربی: غدراس) یک منطقهٔ مسکونی در لبنان است که در شهرستان کسروان واقع شده‌است. غدراس ۳٫۵۵ کیلومتر مربع مساحت دارد ۵۰۰ متر بالاتر از سطح دریا واقع شده‌است.